# Kalkbrottsvillorna
Kalkbrottsvillorna är en tidigare småort i Österåkers socken i Vingåkers kommun, Södermanlands län. Orten ligger vid länsväg 214 nära södra änden av Kalklinbanan Forsby-Köping. Vid 2015 års småortsavgränsning visade sig att folkmängden i orten sjunkit till under 50 personer och småorten upplöstes.

## Historik
Ortens villor uppfördes som bostäder för Forsby kalkbrotts arbetare. 1968 investerade Skånska Cement två miljoner kronor för projektet som skull ge ett 30-tal anställda i kalkbrott och deras familjer en trygg framtid.